# 臨時台湾戸口調査
臨時台湾戸口調査（りんじたいわんここうちょうさ）とは、日本統治時代の台湾で実施された人口動態調査のことである。1905年（明治38年）に第一回の戸口調査と1915年（大正4年）に第二回の戸口調査が行われた。

## 概要
日本による台湾支配の確立の過程で、台湾総督府は、土地調査、臨時台湾戸口調査、臨時台湾旧慣調査という三つの大きな調査事業を行っている。これは土地関係を把握し、その上にいる人間の属性を把握し、そしてその人が取り結ぶ社会関係を把握する三点セットの調査であって、総督府の以降の施策の基礎となった。

## 調査の準備
総督府は1903年（明治36年）9月「台湾総督府統計講習規程」（明治36年訓令第173号）を定め、これに基づき同年10月20日から11月24日まで、毎日5時間の講習会が実施された。これを受け地方官庁も、翌年講習規程を設け、庁単位で講習会を実施している。台湾でも日本本土と同様に統計実務家を組織的に養成するシステムが形成されたことになる。ただし、講習会の対象は、少なくとも台湾統治初期においては日本人官吏が中心であった。しかし実地調査に当たっては、大規模な異民族集団を調査対象にすることになる。そのため講習会、打合会、試験調査を重ね、周倒に準備が重ねられた。1905年7月には、各地方庁に属する警務課長および総務課長会議が開かれ、調査の具体的な内容について詳細にわたる質疑応答がなされた。この結果は、「臨時台湾戸口調査諸法規問答録」に残されている。収録された数百の質疑応答の大半が異民族支配に固有な問題である。その内容は、
1. 漢人の慣習に関するもの
2. 「蕃」人と漢人との関係
3. 日本人と漢人との関係
4. その他

の四種類に大別できる。漢人の習俗には、漢人の家族制度に関するものも含まれた。

## 調査の実施
第一回臨時台湾戸口調査は、日本本土で第一回国勢調査が予定された1905年（明治38年）10月1日にあわせて総督府より実施が計画された。日本本土の国勢調査は日露戦争勃発のため延期となったが、臨時台湾戸口調査は予定通り実施された。この実施段階においては、1000名を超える多くの現地住民が調査委員付通訳として、現場での調査に日本人官吏と協力して作業することになった。1915年（大正4年）には第二回臨時台湾戸口調査が行われた。